# Ptecticus flavifemoratus
Ptecticus flavifemoratus är en tvåvingeart som beskrevs av Rozkosny och Kovac 1996. Ptecticus flavifemoratus ingår i släktet Ptecticus och familjen vapenflugor. Inga underarter finns listade i Catalogue of Life.